# Ce bon docteur
Pour plus de détails, voir Fiche technique et Distribution.
Ce bon docteur est un film muet français réalisé par Georges Monca, sorti en 1909.

## Fiche technique
- Titre : Ce bon docteur
- Réalisation : Georges Monca
- Scénario : Edgar Favart
- Photographie :
- Montage :
- Société de production : Pathé Frères
- Société de distribution : Pathé Frères
- Pays de production :  France
- Langue : français
- Métrage : 190 mètres
- Format : Noir et blanc — 35 mm — 1,33:1 — Muet
- Genre :  Comédie
- Durée : 6 minutes 20
- Date de sortie :
  - France : 12 novembre 1909

## Distribution
- Mistinguett : Mme Bistouri
- Paul Landrin
- Albens